# Black Sugar (A.B.C-Zの曲)
「Black Sugar」（ブラックシュガー）は、A.B.C-Zの6枚目のシングル。2019年3月27日にポニー・キャニオンから発売された。

## 概要
表題曲の「Black Sugar」はA.B.C-Zのシングル史上最も"妖艶（セクシー）”と掲げられたダンスナンバーである。
制作
表題曲「Black Sugar」は作詞作曲を堂島孝平が手掛け、ゴージャスでセクシーな雰囲気に仕上がっている。堂島がジャニーズのシングル曲の作詞作曲を手掛けるのはKinKi Kids「カナシミ ブルー」以来である。堂島へは「変な曲で」という依頼がされたという。
「ONE MORE KISS」はもともとは西寺郷太が少年隊に渡そうと思って2001年に作っていた曲であり、少年隊の錦織一清が演出を、西寺が音楽・脚本を担当したA.B.C-Z主演舞台『ABC座2016 株式会社応援屋!!〜OH&YEAH!!〜』にて初披露された楽曲である。
「A.B.C-Z with LOVE」と「SHOWTIME!」はともに『ABC座 ジャニーズ伝説2018』のために書き下ろされた楽曲である。
パフォーマンス
表題曲「Black Sugar」は黒い衣装に身を包んで、笑顔を封印したパフォーマンスが披露された。唇に触れたり、身体をウェーブさせたり、繊細かつ官能的なダンスとなっている。セクシー＋アクロバットで「セクロバット」と名付けられた間奏の振付はメンバーの五関晃一が担当した。
2021年5月1日「Z Project」の企画「History Collection」の第1弾として「Crush On You」とともにポニー・キャニオン公式YouTubeにて「Black Sugar」のミュージックビデオが公開された。
MVの他にも「A.B.C-Z 結成10周年記念 スペシャルキャンペーン」のZ賞「未公開ストリーミング動画」第3弾として配信された「Black Sugar」Dance Clipが存在する。これは「Black Sugar」のショートバージョンを全編ダンスパートで構成したスペシャルムービーとなっている。後にベストアルバム『BEST OF A.B.C-Z』初回限定盤Aに収録された。
本作発売前に「SHOWTIME!」は2018年11月16日放送の『ザ少年倶楽部プレミアム』にてテレビ初披露されている。また「A.B.C-Z with LOVE」を2019年1月4日放送の『ザ少年倶楽部』にて披露した際には、ジャニーズJrのTravis Japanと一緒にパフォーマンスを行った。
その後のコンサート「A.B.C-Z Concert Tour 2019 Going with Zephyr」で「SHOWTIME!」が披露された際は、主題歌として起用されたドラマ『ぼくらのショウタイム』でそれぞれが演じたキャラクターに扮して登場した。
プロモーション
表題曲の「Black Sugar」は2019年1月8日に開催された「A.B.C-Z 2018-2019 Love Battle Tour」横浜アリーナ公演にてサプライズで初歌唱された。この様子と歌唱前のティザー映像を収録したショートダイジェストが「A.B.C-Z 結成10周年記念 スペシャルキャンペーン」のZ賞「未公開ストリーミング動画」第2弾として配信された。また同日には本作の発売決定がプレスリリースされた。同日のコンサート会場にて本作とBlu-ray/DVD『A.B.C-Z 2018 Love Battle Tour』を同時に予約すると「直筆メッセージ入り Thank youカード」、「ポストカード2種セット(ソロ1枚+集合1枚)」、「フォトカード2種セット(ソロ1枚+集合1枚) 」と合計3つの特典がプレゼントされた。また同日にA.B.C-Zが主演するメ〜テレ制作特別ドラマが2019年春に放送されることが決定し、その主題歌が本作収録の「SHOWTIME!」であることが発表された。
3月9日発売の東京ニュース通信社『TVガイドPERSON vol.79』では表紙を飾り、“A.B.C-Z、本気でセクシー、始めました”をテーマに座談会をし、本作への想いを語った様子が記事にて掲載された。
発売日の3月27日にA.B.C-Zがパーソナリティを務める特別ラジオ番組『A.B.C-Z えびラジ』がニッポン放送でオンエアされた。番組では二択の質問に答え、5人の回答が一致した場合のみ新曲「Black Sugar」がオンエアされる、という企画「A.B.C-ZのBlack Sugarクエスチョン」が展開された。

### 販売形態
初回限定盤A（CD+DVD）、初回限定盤B（CD+DVD）、通常盤（CD）の3形態でリリース。初回限定盤Aにはカップリングとして新曲「いいね！」、Bにはコンサートでも歌われている「ONE MORE KISS」、通常盤には舞台「ABC座 ジャニーズ伝説2018」のために書き下ろされた楽曲「A.B.C-Z with LOVE」「SHOWTIME!」が収録。初回限定盤AのDVDには表題曲のミュージックビデオとメイキング映像、BのDVDには「A.B.C-Z 2018-2019 Love Battle Tour」より2019年1月8日に開催された横浜アリーナ公演の模様を、舞台裏のメンバーの様子やインタビューを交えたドキュメント形式のダイジェストで収録。
- 初回限定盤A（CD+DVD）
PCCA-04754

- 初回限定盤B（CD+DVD）
PCCA-04755

- 通常盤（CD）
PCCA-04815

## 収録曲

### CD

#### 通常盤
1. Black Sugar [4:59]
作詞・作曲：堂島孝平、編曲：CHOKKAKU
2. A.B.C-Z with LOVE [4:36]
作詞：ma-saya、作曲：Joe Lawrence・Claire Rodrigues Lee・Sam Gray（英語版）、編曲：Joe Lawrence・Sam Gray・久下真音
  - A.B.C-Z主演舞台『ABC座 ジャニーズ伝説2018』劇中歌[3]
3. SHOWTIME! [4:24]
作詞：MILK、作曲：Stephan Elfgren、編曲：生田真心
  - A.B.C-Z主演舞台『ABC座 ジャニーズ伝説2018』劇中歌[3]
  - A.B.C-Z主演 メ〜テレ制作スペシャルドラマ『ぼくらのショウタイム』主題歌[17]
4. Black Sugar（Inst.）
5. A.B.C-Z with LOVE（Inst.）
6. SHOWTIME!（Inst.）

#### 初回限定盤A
1. Black Sugar
2. いいね! [3:51]
作詞：タナカヒロキ、作曲：Tommy Clint、編曲：白井良明
3. いいね!（Inst.）

#### 初回限定盤B
1. Black Sugar
2. ONE MORE KISS [4:19]
作詞・作曲：西寺郷太、編曲：corin.
3. ONE MORE KISS（Inst.）

### DVD

#### 初回限定盤A
1. 「Black Sugar」 Music Clip
2. Making of 「Black Sugar」Music Clip & Jacket Shooting

#### 初回限定盤B『「A.B.C-Z 2018-2019 Love Battle Tour」YOKOHAMA ARENA DIGEST』
1. Black Sugar
2. 花言葉
3. JOYしたいキモチ
4. Steal Your Lips
5. 雪が降る
6. 明日の為に僕がいる
7. A to Z
8. Let’s Go!! 〜未来へ架かる橋〜
9. InaZuma☆Venus
10. ボクラ 〜LOVE&PEACE〜
11. Dream 〜5つの願い〜
12. 砂のグラス
13. V
14. 光
15. Walking on Clouds
16. Take a "5" Train
17. Vanilla

## 特典
封入特典 
- 結成10周年記念スペシャルキャンペーンカード（全形態共通 ※通常盤は初回プレス仕様のみ。）
- Black Sugar オリジナル・ステッカー（通常盤初回）

予約購入先着特典 
- スペシャルフォト（L版サイズ）(初回限定盤A)
- ステッカーシート(初回限定盤B)
- クリアファイル（A4サイズ）（通常盤）

仕様
- スペシャルブックレット（初回限定盤B）
折り返してメンバーソロのビジュアルをCDジャケットに出来る、蛇腹状になったスペシャルブックレット。
- ピクチャーレーベル（通常盤初回）

1/8(火)横浜アリーナ コンサート会場限定予約特典
- 「直筆メッセージ入り Thank youカード」（Blu-ray/DVD『A.B.C-Z 2018 Love Battle Tour』との同時予約）
- 「ポストカード2種セット(ソロ1枚+集合1枚)」

## チャート成績
2019年4月1日付の週間シングル・セールス・チャート“Billboard JAPAN Top Singles Sales”では48,736枚で3位を獲得。また、2019年4月28日までには52,075枚を売り上げている。同チャートでは本作を、関東での販売が71.5%を占め、他の男性アイドルグループのシングルと比較するとターゲットを絞った極端な販売比率となっていると分析した。
2019年4月8日付の「オリコン合算シングルランキング」でも4.7万PTで3位にランクインをした。